# Relațiile dintre Republica Moldova și Statele Unite ale Americii
Relațiile dintre Republica Moldova și Statele Unite ale Americii au fost formal lansate odată de recunoaștere independenței Republicii Moldova de către SUA pe 25 decembrie 1991.

## Dezvoltare
Statele Unite ale Americii au recunoscut independența Moldovei pe 25 decembrie 1991. Guvernul American a deschis o Ambasadă la Chișinău pe 13 martie 1992, iar Republica Moldova a deschis Ambasada sa la Washington în decembrie 1993.
Relațiile diplomatice între Republica Moldova și Statele Unite ale Americii au fost stabilite la 28 februarie 1992.
De-a lungul anilor, ambele state au dezvoltat relații politice și economice puternice. Cea mai mare realizare s-a produs în anul 2010, cînd a fost semnat între părți acordul Millennium Challenge Corporation, în valoare de 262 de milioane de dolari pe un termen de 5 ani.
Relațiile diplomatice dintre state au contribuit la formarea unor legături strînse între cele două țări pe parcursul celor 20 de ani. Au fost efectuate o mulțime de vizite oficiale de lucru, dar și de prietenie. Cea mai importantă vizită din ultimii ani în Republica Moldova a fost vizita vice-președintelui Joe Biden în martie 2011.